# Мутеба II
Мутеба II а Чикомбе (*д/н — 1873) — 10-й мвата-ямво (імператор) держави Лунди в 1857—1873 роках.

## Життєпис
Онук мвата-ямво Чикомби Яава. Про молоді роки обмаль відомостей. В 1857 році вступив у боротьбу за владу, поваливши за підтримки військ народу чокве мвата-ямво Какасекене а Наведжа.
Поступово зміцнив владу. Втім вимушений був відмовитися від активної зовнішньої політики, зосередивши увагу на утриманні підвладних земель. Це вдалося лише дипломатичними заходами.
Занепад работоргівлі завдав суттєвої шкоди наповненості державної скарбниці. Держава Казембе (на південному сході) стала повністю незалежною, що відрізало Лунду від східноафриканських шляхів торгівлі. Водночас племена чокве протягом його панування стали монополістами з торгівлі слоновою кісткою.
1869 року відновив пряму торгівлю з Португальською Анголою. 1873 року внаслідок заколоту Мутебу II було вбито. Трон спадкував Мбал II.